# Polaris (casa discografica)
La Polaris è stata una casa discografica italiana. Dal 1977 ha cambaito la propria denominazione in New Polaris.

## Storia
La Polaris fu fondata nel 1970 dal cantante e paroliere Bruno Pallesi; la sede dell'etichetta era a Milano.
Nel 1977, per una riorganizzazione interna, mutò il nome in New Polaris.
Il simbolo della casa discografica era un punguino, disegnato sulla label.
Tra i principali artisti che incisero per la Polaris vi furono Wilma De Angelis, il complesso melodico dei Romans, Tony Del Monaco, il gruppo di rock progressivo I Teoremi, El Pasador, La Smorfia (il gruppo di cabaret formato da Massimo Troisi, Lello Arena ed Enzo De Caro) e il duo comico Gigi e Andrea.
All'inizio degli anni ottanta l'etichetta chiuse i battenti.

## Dischi
La datazione qui riportata si basa sull'etichetta del disco o sulla copertina; qualora nessuno di questi elementi abbia una datazione, è basata sulla numerazione del catalogo; talora è, infine, basata sul codice della matrice di stampa. Se esistenti, sono riportati, oltre all'anno, il mese e il giorno (quest'ultimo dato si trova, a volte, stampato sul vinile).
Nel passaggio da Polaris a New Polaris non vi furono cambiamenti nella numerazione del catalogo.

### LP
Nel numero di catalogo il prefisso BP indica le iniziali del fondatore e titolare dell'etichetta, Bruno Pallesi
| Numero di catalogo | Anno | Interprete               | Titoli                             |
| ------------------ | ---- | ------------------------ | ---------------------------------- |
| POL/BP 450         | 1970 | Rino Gionchetta          | Rino Gionchetta                    |
| POL/BP 451         | 1970 | Gian Costello            | Week-end in Italy                  |
| POL/BP 707         | 1971 | Artisti vari             | Milan... la nebbia                 |
| POL/BP 708         | 1971 | I Numi                   | Alpha ralpha Boulevard             |
| POL/BP 711         | 1972 | I Teoremi                | I Teoremi                          |
| POL/BP 714         | 1973 | I Romans                 | Caro amore mio                     |
| POL/BP 715         | 1974 | I Romans                 | Quando una donna...                |
| POL/BP 716         | 1975 | El Pasador               | Madrugada                          |
| POL/BP 718         | 1976 | Buddy King               | Graffiti and News for Sax          |
| POL/BP 721         | 1976 | S.p.A. Società per Amore | Che bella sei                      |
| POL/BP 725         | 1977 | Billy Woost              | Billy Woost                        |
| POL/BP 728         | 1978 | El Pasador               | Non stop                           |
| POL/BP 729         | 1978 | La Smorfia               | La Smorfia                         |
| POL/BP 732         | 1979 | La Smorfia               | Nun te preoccupà, nun te preoccupà |

### 45 giri
| Numero di catalogo | Anno | Interprete               | Titoli                                                   |
| ------------------ | ---- | ------------------------ | -------------------------------------------------------- |
| FK 1               | 1971 | Mauro Teani              | La voglia di piangere/Amore te ne vai                    |
| FK 2               | 1971 | I Teoremi                | Sognare/Tutte le cose                                    |
| FK 3               | 1971 | Diana Lety               | Solo noi/Pensa bene, prima di andare via                 |
| FK 4               | 1972 | Mauro Teani              | Amore...Ohi!/Made in Italy                               |
| FK 7               | 1972 | I Romans                 | Voglia di mare/Mamma mia non piangere                    |
| FK 8               | 1972 | I Romans                 | Anyway/Fingevo di dormire                                |
| FK 20              | 1973 | I Romans                 | Mille nuvole/Sono io che torno                           |
| FK 21              | 1973 | I Romans                 | Caro amore mio/Sono io che torno                         |
| FK 22              | 1974 | I Romans                 | Il mattino dell'amore/Valentino e Valentina              |
| FK 23              | 1974 | I Romans                 | Quando una donna/Un momento di più                       |
| FK 24              | 1975 | I Romans                 | Stiamo bene insieme/Come una farfalla                    |
| FK 25              | 1975 | Leila Selli              | Amica estate/Non litigo più                              |
| FK 26              | 1975 | El Pasador               | Madrugada/Ritratto di Luisa                              |
| FK 30              | 1976 | Wilma De Angelis         | Nessuno/Bocciolo di rosa                                 |
| FK 31              | 1976 | Daniela Giordani         | Come baciavi tu/Io con lui                               |
| FK 32              | 1976 | S.p.A. Società per Amore | Che bella sei/Decidi tu                                  |
| FK 33              | 1976 | El Pasador               | Amazonas/Tu amor                                         |
| FK 35              | 1976 | Faerie Queene            | Jane and Ted/Four Titles                                 |
| FK 35              | 1976 | Silvio ei Fantastici     | Cha cha 76/Metti musica nei jeans                        |
| FK 44              | 1977 | El Pasador               | Amada mia, amore mio/Una rosa                            |
| FK 45              | 1977 | I Romans                 | Mi mancherà/Matita blu                                   |
| FK 49              | 1977 | El Pasador               | Non Stop/For Piano In Sol                                |
| FK 51              | 1977 | Gigi e Andrea            | Che brutta vita/Se vai al mare                           |
| FK 52              | 1978 | El Pasador               | Mucho mucho/Bamba badam                                  |
| FK 54              | 1978 | El Pasador               | La sberla/Rock traumatologico                            |
| FK 55              | 1978 | Gigi e Andrea            | Sederone/Sarebbe bello                                   |
| FK 57              | 1979 | El Pasador               | Kilimangiaro/Senorita c'est la vie                       |
| FK 62              | 1979 | La Smorfia               | Nun te preoccupà, nun te preoccupà/Rondò pummarola blues |
| FK 63              | 1979 | Tony Del Monaco          | Pizza spaghetti e Maria/Barbara                          |
| FK 64              | 1979 | Lalla Guia               | Tu sei nel mio primo caffè/La calamita                   |
| FK 65              | 1980 | El Pasador               | Good Bye Amore I Love You/Toca... toca...                |
| FK 66              | 1980 | Lalla Guia               | Ho deciso/Ali di vento                                   |
| FK 67              | 1981 | Gres band                | Norma/Come sarà                                          |
| FK 69              | 1981 | Studio 4 Kamy            | Lucy…/Beng beng                                          |